# Johannes Müller (Regierungspräsident)
Johannes Müller (* 27. August 1901 in Eisenach; † 9. Januar 1944 bei Lemberg) war ein deutscher, promovierter Jurist, Beamter und SS-Führer im Zweiten Weltkrieg.

## Leben
Müller wurde als Sohn eines Oberpostinspektors geboren. Im Jahre 1924 wechselte er in den thüringischen Landesdienst. 
Nach dem Schulbesuch studierte Müller Rechtswissenschaften in Jena, Berlin und Kiel. 1925 promovierte er in Jena zum Dr. jur. Er schloss seine Ausbildung 1928 mit dem Bestehen der Großen juristischen Staatsprüfung und der Ernennung zum Gerichtsassessor ab.
Ab 1930 wurde er ins Ministerium des Inneren im Land Thüringen unter Wilhelm Frick berufen. Im April 1932 wurde er zum Regierungsrat befördert. Im Mai 1932 wurde Müller zum Vorstand des Kreisamtes in Sonneberg ernannt sowie im August 1935 in den Stab des Stellvertreters des Führers berufen, im Oktober 1935 wurde er zum Oberregierungsrat und im November 1937 zum Ministerialrat befördert. Am 25. Juli 1938 wurde er zum kommissarischen Regierungspräsidenten in Köslin ernannt. Dieses Amt wurde ihm am 7. Februar 1939 endgültig zugesprochen. Müller war bis zu seinem Tod im Jahr 1944 Regierungspräsident in Köslin.
Müller war nach der „Machtergreifung“ zum 1. Mai 1933 in die NSDAP eingetreten (Mitgliedsnummer 2.890.114). Zum 9. November 1936 schloss er sich der SS als Obersturmführer an (SS-Nummer 278.230) und erreichte zum 21. Juni 1939 den Rang eines SS-Oberführers. Müller nahm am Zweiten Weltkrieg teil. Seit 1943 diente er in der 2. SS-Panzer-Division „Das Reich“ und starb im Januar 1944 an einer Kriegsverletzung.

## Schriften
- Eigentum und Polizei. Eine verwaltungsrechtliche Studie über die Begründung des Satzes: Der Eigentümer ist verpflichtet, sein Eigentum in polizeimässigem Zustande zu erhalten, 1925. (Dissertation)